# Stefan Junge
Stefan Junge (n. 1 septembrie 1950, Leipzig, RDG) este un atlet ce a reprezentat Republica Democrată Germană, medaliat olimpic. A participat la o ediție a Jocurilor Olimpice (1972) în care a câștigat medalia de argint în proba de săritura în înălțime.

## Palmares
| An   | Competiție                   | Locație                   | Loc | Note |
| ---- | ---------------------------- | ------------------------- | --- | ---- |
| 1971 | Campionatul European         | Helsinki, Finlanda        | 5   | 2,14 |
| 1972 | Jocurile Olimpice            | München, Germania de Vest | 2   | 2,21 |
| 1973 | Campionatul European în sală | Rotterdam, Olanda         | 16  | 2,08 |